# Sphodromantis congica
Sphodromantis congica es una especie de mantis de la familia Mantidae.

## Distribución geográfica
Se encuentra en Angola, Congo y Nigeria.